# Вильерс, Уильям, 2-й виконт Грандисон
Уильям Вильерс, 2-й виконт Грандисон (англ. William Villiers, 2nd Viscount Grandison; 1614 — 23 сентября 1643) — английский дворянин и военный, который был смертельно ранен во время Первой гражданской войны в Англии в 1643 году.

## Личные данные

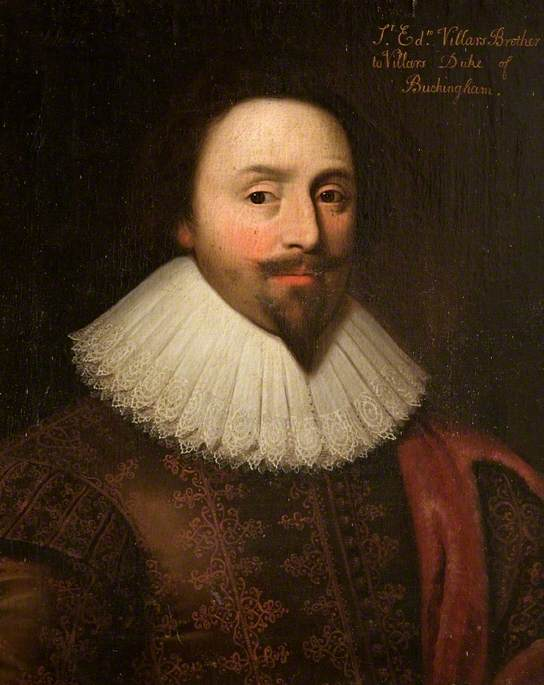
Сэр Эдвард Вильерс (1585-1626), отец Уильяма

Уильям Вильерс родился в 1614 году. Старший сын сэра Эдварда Вильерса (1585—1626) и Барбары Сент-Джон (ок. 1592—1672). Его отец был старшим сводным братом Джорджа Вильерса, 1-го герцога Бекингема, фаворита Якова I и Карла I. Его отец Эдвард Вильерс, назначенный лордом-президентом Манстера, он умер в Корке в 1626 году, оставив огромные долги; его жена все еще выплачивала им долг в 1660-х годах.
Одними из десяти детей, братьями и сестрами Вильерса были Эн (1610—1654), Джон (1616—1659), Джордж (1618—1699), Барбара (1618—1681) и Эдвард (1620—1689). Вильерсы были влиятельной семьей с хорошими связями. Среди родственников Уильяма были Джон Вильерс, 1-й виконт Пурбек; Кристофер Вильерс, 1-й граф Англси, и Сьюзен Филдинг, леди опочивальни королевы Генриетты Марии.
В 1639 году виконт Грандисон женился на Мэри Бэйнинг (1623—1672), наследнице состояния в 180 000 фунтов стерлингов. у супругов была дочь, Барбара Вильерс (1640—1709), которая позже была любовницей короля Англии Карла II. После его смерти Мэри вышла замуж за его кузена Кристофера Вильерса, 2-го графа Англси (1625—1661).

## Карьера
Уильям Вильерс вырос в основном в Лондоне, где его отец был мастером монетного двора, и эта должность давала ему комнаты в лондонском Тауэре. 23 июня 1623 года, когда его бездетный двоюродный дедушка Оливер Сент-Джон (1559—1630) был назначен 1-м виконтом Грандисоном в системе Пэрства Ирландии. В декабре 1630 года после смерти Оливера Сент-Джона Уильям Вильерс унаследовал титул 2-го виконта Грандисона.

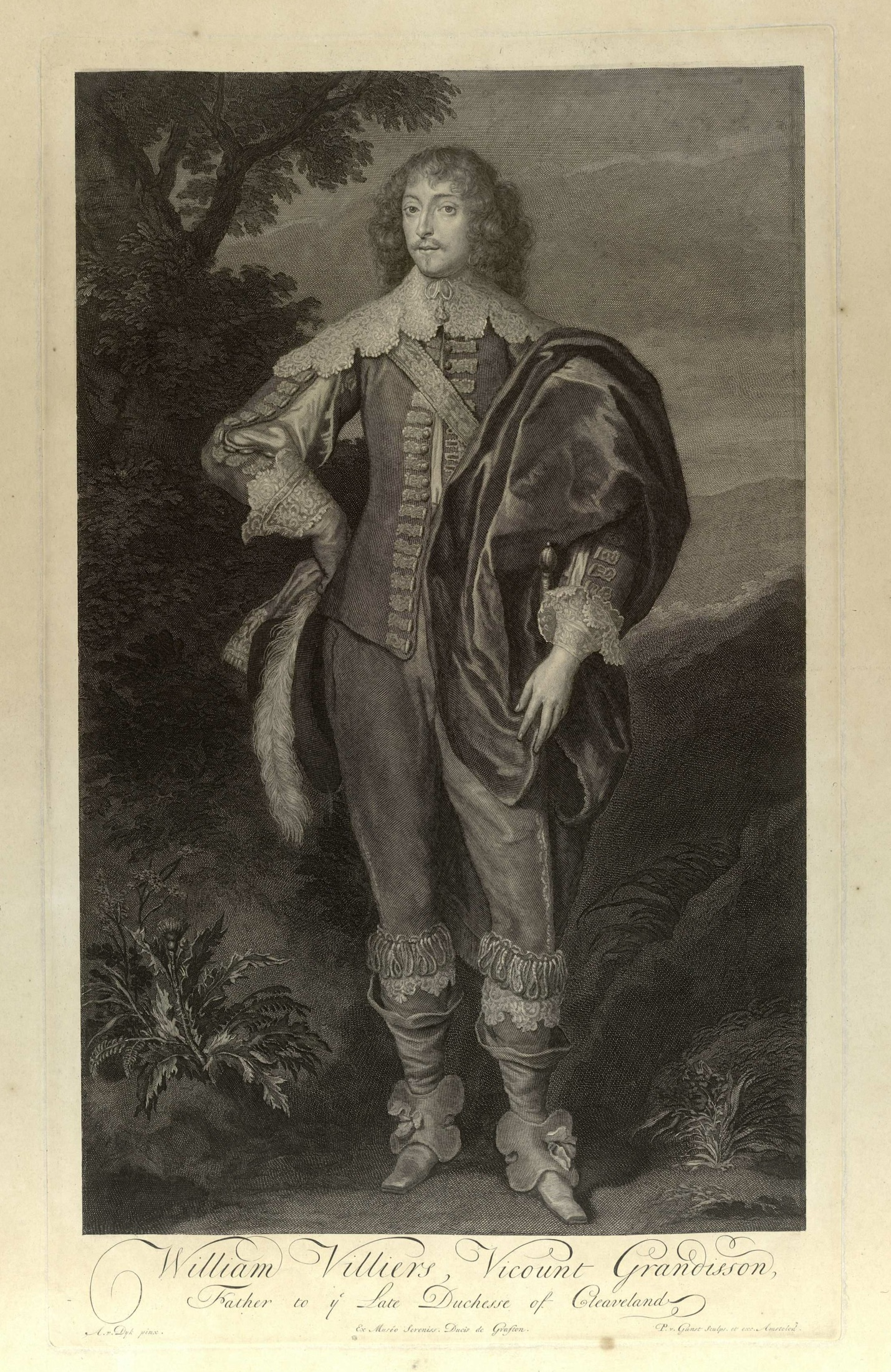
Виконт Грандисон, работа Питера ван Гюнста, ок. 1714 года.

В 1638 году король Англии Карл I посвятил виконта Грандисона в рыцари в Виндзоре вместе с принцем Уэльским и Томасом Брюсом, 1-м графом Элгином. Во время Епископских войн 1639—1640 годов он был назначен полковником, но, похоже, не участвовал в боевых действиях. Когда в августе 1642 года началась Первая гражданская война в Англии, виконт Грандисон собрал кавалерийский полк, который 23 октября стал частью левого крыла роялистов при Эджхилле. Во время боя сэр Эдмунд Верни был убит, а королевский штандарт захвачен, но затем возвращен тремя мужчинами во главе с Джоном Смитом, офицером полка Грандисона. Джон Смит был посвящен в рыцари на поле боя, став последним рыцарем-баннеретом, созданным в Англии, а виконт Грандисон повысил его до майора; позже он был убит в Черитоне в 1644 году.
При штурме Бристоля 26 июля 1643 года виконт Грандисон возглавил одну из трёх бригад или «тертиа», которыми командовал принц Руперт Пфальский. Его подразделение совершило серию атак на форт Прайорс-Хилл и редут в Стоукс-Крофте, в третьей из которых он был ранен в правую ногу вместе со своим двоюродным братом Эдвардом Сент-Джоном, сыном его дяди сэра Джона Сент-Джона. Грандисона доставили в Оксфорд, где он умер 29 сентября, предположительно от лихорадки, связанной с травмой, поскольку Хайд прямо заявляет, что рана стала причиной его смерти}}.
Поскольку у виконта Грандисона не было сына, ему наследовал младший брат Джон Вильерс (1616—1659), ставший 3-и виконтом Грандисоном. После Реставрации единственный ребёнок Грандисона, Барбара Вильерс, стала фавориткой короля Карла II, в 1670 году получила титул герцогини Кливлендской и стала прародительницей нескольких благородных семей, включая герцогов Графтон. Мать Грандисона, Барбара, леди Вильерс, родившаяся около 1592 года, дожила до восьмидесяти лет и стала свидетелем Реставрации и ранних лет своих правнуков.
Младший брат лорда Грандисона, лорд Эдвард Вильерс (1620—1689), был отцом Эдварда Вильерса, 1-го графа Джерси . Современный виконт Грандисон, Уильям Вильерс (род. 1976), кинопродюсер, актёр и писатель.

## Портреты виконта Грандисона

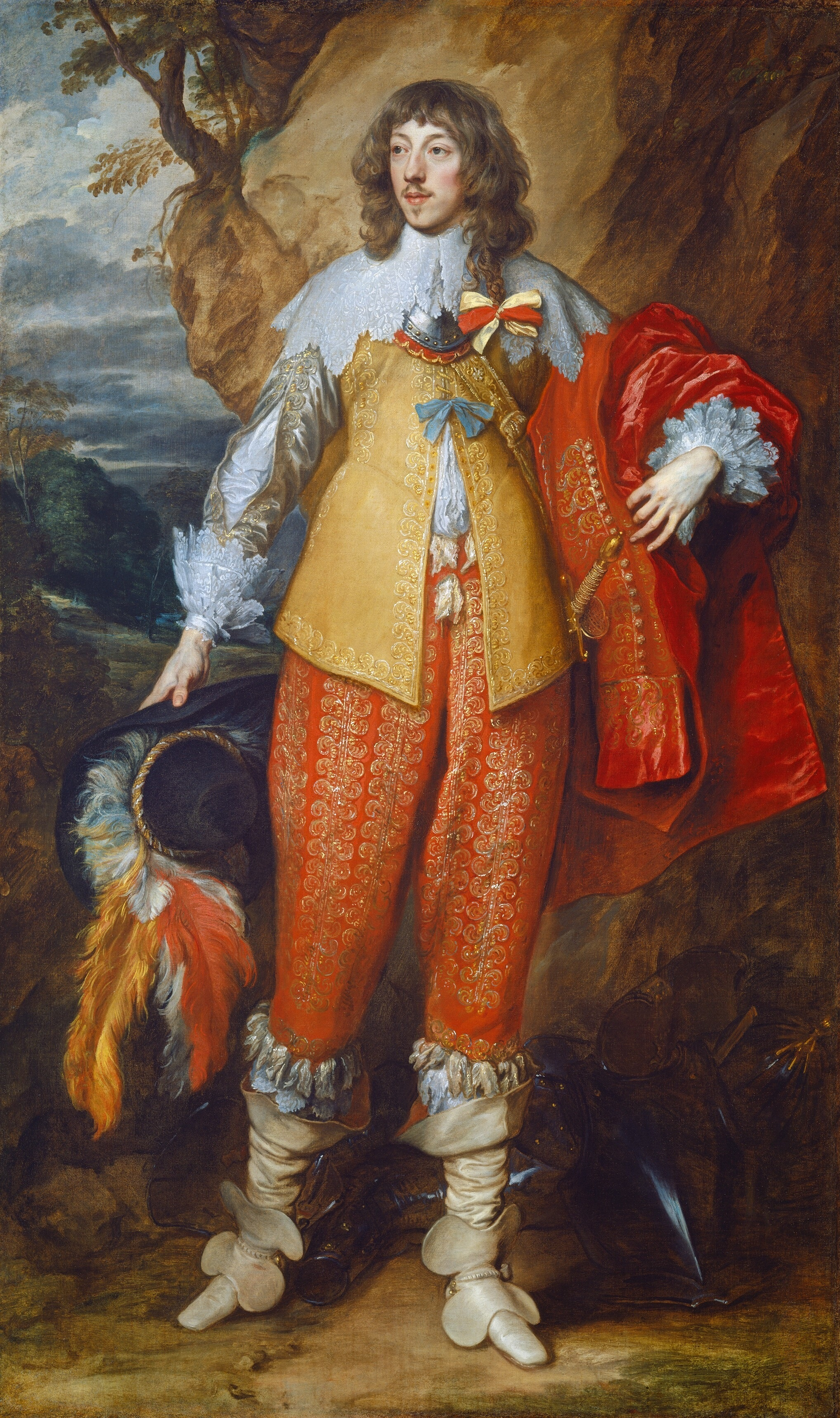
Портрет Уильяма Вильерса, 2-го виконта Грандисона, который в настоящее время считается портретом Генри II де Гиза, автор — Антонис Ван Диск

Портрет Грандисона сохранился в Лидьард-хаусе, семейном доме его матери в Уилтшире, по состоянию на 2006 год. Он внесен в каталог как школа Антониса ван Дейка. В правом нижнем углу полотна имя «LD. GRANDISSON». Эта картина была выгравирована около 1714 года Питером ван Гюстом, который определил её как «Уильям Вильерс, виконт Грандиссон, отец покойной герцогини Кливлендской», с указанием « A v. Dyk pinx». Тереза Льюис в своей книге «Жизни друзей и современников лорда-канцлера Кларендона» (1852) дает безошибочное описание этого портрета и сообщает, что тогда существовали две его копии, одна из которых принадлежала герцогу Графтону, прямому потомку Грандисона, а другой — графу Фицуильяму.
Подобный, но более роскошный портрет молодого человека, также известного как виконт Грандисон, который, как говорят, принадлежал Джорджу Вильерсу, 2-му герцогу Бекингему, находился в Стокс-парке, Хартфордшир , прежде чем был выставлен в Королевской академии в 1893 году как собственность эсквайра Артура Кея. После этого он был продан Х. О. Митке, который быстро продал его Якобу Герцогу из Вены. Выставленный как «Уильям Вильерс, виконт Грандисон», он оказал большое влияние на трехсотлетнюю выставку Ван Дейка в Антверпене в 1899 году, а в 1901 году портрет был куплен американским бизнесменом Уильямом Коллинзом Уитни, который заплатил за него 125 000 долларов. Это была вторая по величине цена, когда-либо назначенная за картину в то время, уступив только «Анжелюсу» Жана-Франсуа Милле. Все ещё называемый портретом Грандисона, он произвел фурор на выставке займов Ван Дейка в Детройте в 1929 году, а в 1932 году, после смерти Уитни, он перешел к его вдове Гертруде Вандербильт Уитни. В 1948 году Корнелиус Вандербильт Уитни передал его Национальной галерее искусств в Вашингтоне, округ Колумбия.
Британский историк искусства Лайонел Каст, директор Национальной портретной галереи, предположил в 1905 году, что портрет Уитни принадлежал другому мужчине и мог быть портретом младшего брата 2-го виконта Грандисона, Джона Вильерса, ставшего 3-м виконтом в 1643 году. Более убедительная идентификация была сделана в 1940-х годах, когда был найден рисунок начала XVIII века с картины Луи Будана, отмеченный как Генри Лотарингский, герцог де Гиз . Национальная художественная галерея теперь присваивает ему это имя.